# Jon Lormer
Jonathan « Jon » Lormer, né le 7 mai 1906 à Canton (Ohio) et mort le 19 mars 1986 à Burbank (Californie), est un acteur américain (parfois crédité John Lormer).

## Biographie
D'abord acteur de théâtre, Jon Lormer joue entre autres à Broadway (New York) dans trois pièces représentées en 1936, dont American Holiday d'Albert et Edwin Barker (avec Dan Tobin et Charles Wagenheim) et Meurtre dans la cathédrale de T. S. Eliot (avec Mabel Paige).
Venu à l'écran sur le tard, il contribue au cinéma à trente-cinq films américains, les cinq premiers sortis en 1958, dont La Brune brûlante de Leo McCarey (avec Paul Newman et Joanne Woodward). Suivent notamment L'Homme à la tête fêlée d'Irvin Kershner (1966, avec Sean Connery et Jean Seberg), Les Sentiers de la violence de Gordon Parks (1969, avec Estelle Evans et Dana Elcar) et le western Une bible et un fusil de Stuart Millar (1975, avec John Wayne et Katherine Hepburn). Dans ce dernier, il interprète un de ses rôles récurrents durant sa carrière, celui d'un révérend ; également, il est souvent médecin, entre autres dans L'Homme à la tête fêlée précité.
Son avant-dernier film est Creepshow de George A. Romero (1982, avec Carrie Nye et Viveca Lindfors) ; le dernier sort en 1983.
Acteur de télévision principalement, il participe à cent-trente-trois séries américaines dès 1949, entre autres de western, comme Bonanza (six épisodes, 1959-1970) et La Petite Maison dans la prairie (deux épisodes, 1979-1983). Citons également Star Trek (trois épisodes, 1966-1969) et Opération Danger (cinq épisodes, 1971-1972). Sa dernière série est Les Routes du paradis (un épisode, 1984).
S'ajoutent huit téléfilms, le premier diffusé en 1959, le dernier en 1979. Entretemps, mentionnons La Légende de Lizzie Borden de Paul Wendkos (1975, avec Elizabeth Montgomery et Fionnula Flanagan).
Jon Lormer meurt en 1986, à 79 ans.

## Théâtre à Broadway (intégrale)
- 1936 : American Holiday d'Albert et Edwin Barker : Joe Lash
- 1936 : Meurtre dans la cathédrale (Murder in the Cathedral) de T. S. Eliot : le troisième chevalier
- 1936 : Class of '29 de Milo Hastings et Orrie Lashin : le policier

## Filmographie partielle

### Cinéma

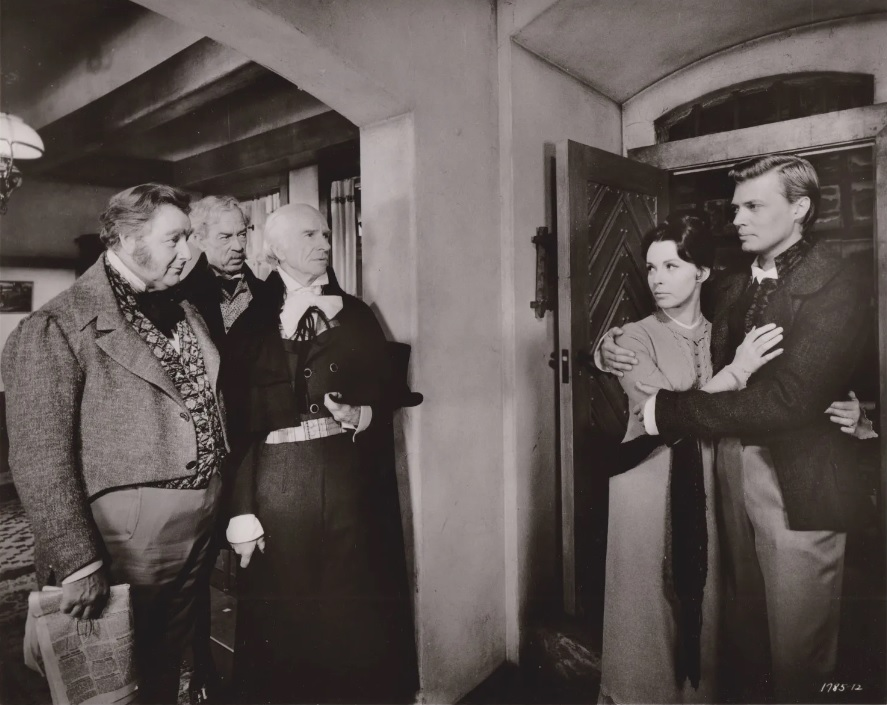
Walter Slezak, Jon Lormer, Ian Wolfe, Claire Bloom et Karlheinz Böhm (de g. à d.), dans Les Amours enchantées (1962)

- 1958 : La Meneuse de jeu (The Matchmaker) de Joseph Anthony : M. Duckworth
- 1958 : Je veux vivre ! (I Want to Live!) de Robert Wise : le médecin de San Quentin
- 1958 : La Brune brûlante (Rally Round the Flag, Boys!) de Leo McCarey : George Melvin
- 1958 : La Fureur des hommes (From Hell to Texas) de Henry Hathaway : l'homme grisonnant
- 1959 : Un mort récalcitrant (The Gazebo) de George Marshall : Dr Weiner
- 1959 : En lettres de feu (Career) de Joseph Anthony : un commissaire de justice
- 1960 : Pollyanna de David Swift : M. Geary
- 1960 : Ces folles filles d'Ève (Where the Boys Are) de Henry Levin : le gérant du motel
- 1961 : Le troisième homme était une femme (Ada) de Daniel Mann : James Ordman
- 1961 : Les Comancheros (The Comancheros) de Michael Curtiz : un vieux passager sur le bateau
- 1962 : Les Amours enchantées (The Wonderful World of the Brothers Grimm) de Henry Levin et George Pal : le médecin
- 1964 : Un mari à tout faire (Kisses for My President) de Curtis Bernhardt : le président de la Cour Suprême
- 1964 : La mort frappe trois fois (Dead Ringer) de Paul Henreid : Alonzo
- 1964 : Les Pas du tigre (A Tiger Walks) de Norman Tokar : M. Wilson
- 1964 : Youngblood Hawke de Delmer Daves : Dr Eversill
- 1966 : Dominique (The Singing Nun) de Henry Koster : l'évêque
- 1966 : L'Homme à la tête fêlée (A Fine Madness) d'Irvin Kershner : Dr Huddleson
- 1966 : La Canonnière du Yang-Tsé (The Sand Peebles) de Robert Wise : M. Hamilton
- 1967 : Quatre Fiancés pour un mari (Doctor, You've Got to Be Kidding!) de Peter Tewksbury : Dr Capper
- 1969 : Les Sentiers de la violence (The Learning Tree) de Gordon Parks : M. McCormack
- 1970 : Campus (Getting Straight) de Richard Rush : Vandenburg
- 1971 : Femmes de médecins (Doctors' Wives) de George Schaefer : le vieux médecin
- 1975 : Une bible et un fusil (Rooster Cogburn) de Stuart Millar : le révérend Goodnight
- 1982 : Creepshow de George A. Romero (film à sketches), segment La Fête des pères (Father's Day) : Nathan Grantham

### Télévision

#### Séries
- 1950-1951 : Studio One
  - Saison 2, épisode 37 Zone Quatre (Zone Four, 1950) : le professeur Sam Foster
  - Saison 3, épisode 22 Au service du peuple (Public Servant, 1951) de Ralph Nelson : le juge
  - Saison 4, épisode 9 Un éclair (A Bolt of Lightning, 1951) : M. Huntington
- 1957 : Cheyenne, saison 3, épisode 6 Town of Fear de Richard L. Bare : Dan Slater
- 1958-1959 : Au nom de la loi (Wanted: Dead or Alive), saison 1, épisode 6 Une curieuse habitude (The Giveaway Gun, 1958 : le commis d'écurie Jack) et épisode 28 Le Train (Railroad, 1959 : Mark Crow) de Thomas Carr
- 1958-1960 : Sugarfoot
  - Saison 1, épisode 11 Deadlock (1958) de Franklin Adreon : Mike Feeny
  - Saison 2, épisode 3 The Wizard (1958) de Józef Lejtes : Sam McClain
  - Saison 3, épisode 6 Outlaw Island (1959) de Reginald Le Borg : Doc Basher
  - Saison 4, épisode 1 The Shadow Catcher (1960) de Leslie Goodwins : Paul Loring
- 1958-1960 : Maverick
  - Saison 1, épisode 19 The Day of Reckoning (1958) de Leslie H. Martinson : M. Somers
  - Saison 2, épisode 2 The Lonesome Reunion (1958 : un employé du journal) de Richard L. Bare et épisode 22 Brasada Spur (1958 : un serveur chez Belle Morgan) de Paul Henreid
  - Saison 4, épisode 3 The Town That Wasn't There (1960) d'Herbert L. Strock : Sam Bradford
- 1958-1973 : Lassie
  - Saison 5, épisode 3 The Teacher (1958) de Lesley Selander : un membre du conseil d'administration de l'école
  - Saison 6, épisode 3 The Contest (1959) et épisode 20 The Grasshopper and the Ant (1960) : Silas Huff
  - Saison 8, épisode 23 The Odyssey, Part I (1962) de William Beaudine : Henry DeShaw
  - Saison 10, épisode 25 Guide Dog (1964) de William Beaudine : Jim Stanton
  - Saison 13, épisode 23 The Eighth Life of Henry IV (1967) : George Ramsey
  - Saison 19, épisode 19, épisode 21 A Joyous Sound, Part II (1973) : un promeneur dans le parc
- 1959 : 77 Sunset Strip, saison 1, épisode 15 The Secret of Adam Cain : le premier employé de l'hôtel
- 1959-1960 : Peter Gunn
  - Saison 1, épisode 20 Pecos Pete (1959) de Robert Ellis Miller : le coroner
  - Saison 2, épisode 19 See No Evil (1960) d'Alan Crosland Jr. : le juge
- 1959-1960 : One Step Beyond
  - Saison 1, épisode 19 Les Hôtes du capitaine (The Captain's Guests, 1959) de John Newland : M. Leach, l'agent immobilier
  - Saison 2, épisode 20 Identité inconnue (Who Are You?, 1960) de John Newland : Joe Fisher
- 1959-1963 : Perry Mason
  - Saison 2, épisode 18 The Case of the Jaded Joker (1959 : le coroner) de Gerd Oswald, épisode 20 The Case of the Stuttering Bishop (1959 : le médecin) de William D. Russell et épisode 24 The Case of the Calendar Girl (1959 : le médecin-légiste) d'Arthur Marks
  - Saison 3, épisode 12 The Case of the Frantic Flyer (1960) d'Arthur Marks : le médecin-légiste
  - Saison 4, épisode 7 The Case of the Clumsy Clown (1960) d'Andrew V. McLaglen et épisode 8 The Case of the Provocative Protege (1960) de László Benedek : le médecin-légiste
  - Saison 5, épisode 13 The Case of the Renegade Refugee (1961 : le médecin-légiste) de Bernard L. Kowalski, épisode 19 The Case of the Glamorous Ghost (1962 : Dr Oberon) d'Arthur Marks et épisode 24 The Case of the Melancoly Marksman (1962 : le médecin-légiste) de Jerry Hopper
  - Saison 6, épisode 5 The Case of the Hateful Hero (1962) de Jesse Hibbs et épisode 24 The Case of the Elusive Element (1963) d'Harmon Jones : le médecin-légiste
  - Saison 7, épisode 10 The Case of the Devious Delinquent (1963) d'Irving J. Moore : le médecin-légiste
- 1959-1970 : Bonanza
  - Saison 1, épisode 3 Or et Amour (The Newcomers, 1959) de Christian Nyby : Doc Riley
  - Saison 6, épisode 6 Le Bouc émissaire (The Scapegoat, 1964) de Christian Nyby : Collings
  - Saison 9, épisode 17 Le Treizième Homme (The Thirteenth Man, 1968 : Lamar Forbes) et épisode 29 Maître La Bouteille (The Bottle Fighter, 1968 : Winter)
  - Saison 10, épisode 4 Violence à Muddy Creek (The Real People of Muddy Creek, 1968) : Jody
  - Saison 11, épisode 19 Une jeune demoiselle en détresse (Is There Any Man Here?, 1970) : le pasteur
- 1959-1972 : Gunsmoke ou Police des plaines (Gunsmoke ou Marshal Dillon)
  - Saison 4, épisode 17 Young Love (1959) : Jesse Wheat
  - Saison 5, épisode 25 Jailbait Janet (1960) de Jesse Hibbs : un employé
  - Saison 10, épisode 36 He Who Steals (1965) : M. Hoyt
  - Saison 16, épisode 12 McCabe (1970) de Bernard McEveety : le juge Clayborne
  - Saison 17, épisode 5 New Doctor in Town (1971 : Cody Sims) de Philip Leacock et épisode 23 Alias Festus Haggen (1972 : le juge Clayborne) de Vincent McEveety

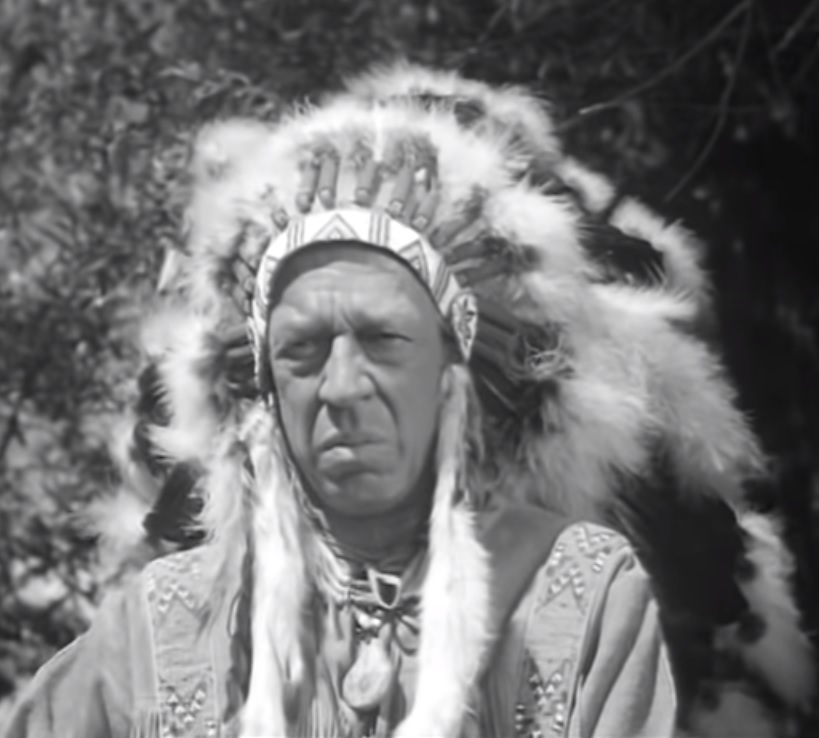
Dans la série Tate (1960), épisode The Return of Jessica Jackson (1960)

- 1960 : Laramie, saison 1, épisode 23 Duel at Alta Mesa de Lesley Selander : Wally
- 1960 : Tate (en), saison unique, épisode 13 The Return of Jessica Jackson : le chef indien
- 1960-1962 : Les Aventuriers du Far West (Death Valley Days)
  - Saison 9, épisode 8 Extra Guns (1960) : Sutton
  - Saison 11, épisode 2 The $275,000 Sack of Flour (1962) de Sidney Salkow : le révérend Henry Billows
- 1960-1963 : La Quatrième Dimension (The Twilight Zone)
  - Saison 1, épisode 26 Exécution (Execution, 1960) : le révérend
  - Saison 2, épisode 12 Poussière (Dust, 1961) de Douglas Heyes : un villageois
  - Saison 3, épisode 23 Les Funérailles de Jeff Myrtlebank (The Last Rites of Jeff Myrtlebank, 1962) : M. Strauss
  - Saison 4, épisode 7 Jess-Belle (1963) de Buzz Kulik : le révérend
- 1960-1963 : Route 66 (titre original)
  - Saison 1, épisode 11 A Fury Slinging Flame (1960) d'Elliot Silverstein : M. White
  - Saison 3, épisode 21 In the Closing of a Trunk (1963) de Ralph Senensky : le deuxième homme
- 1960-1964 : Rawhide
  - Saison 2, épisode 31 Les Jeunes Mariés (Incident of the Last Chance, 1960) de Ted Post : Harry Gillespie
  - Saison 7, épisode 4 Le Troupeau perdu (Incident of the Lost Herd, 1964) de Vincent McEveety : Clayton
- 1961 : Naked City, saison 2, épisode 23 New York to L.A. d'Elliot Silverstein : le révérend
- 1961-1962 : Les Incorruptibles (The Untouchables)
  - Saison 2, épisode 26 Mort à vendre (Death for Sale, 1961) de Stuart Rosenberg : Clary
  - Saison 3, épisode 12 Le Bouc Émissaire (Fall Guy, 1962 : Finlay Connors) de Bernard L. Kowalski et épisode 26 Entre l'amour et la haine (Pressure, 1962 : Lawton Hollis) de Vincent McEveety
- 1961-1963 : Denis la petite peste (Dennis the Menace)
  - Saison 2, épisode 25 Dennis and the Good Example (1961) de William D. Russell : M. Bergstrom
  - Saison 4, épisode 16 Wilson's Little White Lie (1963) de Charles Barton : M. Nelson
- 1963-1965 : Ben Casey
  - Saison 2, épisode 31 Hang No Hats on Dream (1963) d'Irving Lerner : Sam Carstairs
  - Saison 4, épisode 27 Journeys End in Lovers Meeting (1965) d'Alan Crosland Jr. : Dr Martinson
- 1963-1971 : Le Virginien (The Virginian)
  - Saison 1, épisode 22 Vengeance Is the Spur (1963) de Robert Ellis Miller : le forgeron Tom
  - Saison 9, épisode 14 Nan Allen (1971 : Dr Walker) de Jeffrey Hayden et épisode 18 The Angus Killer (1971 : le médecin) de Jeffrey Hayden
- 1964 : Le Jeune Docteur Kildare (Dr. Kildare), saison 3, épisode 27 A Day to Remember de John Newland : M. Teale
- 1964-1965 : Le Fugitif (The Fugitive)
  - Saison 2, épisode 7 Tug of War (1964) d'Abner Biberman : le pasteur
  - Saison 3, épisode 14 End of the Line (1965) de William A. Graham : le conducteur
- 1965 : Le Proscrit (Branded)
  - Saison 1, épisodes 8 et 9 The Mission (Parts I & II) de Bernard McEveety : le colonel Harry S. Snow
  - Saison 2, épisode 2 Now Join the Human Race : le juge Markham
- 1965 : Gallegher (The Further Adventures of Gallegher), saison 2 de Jeffrey Hayden, épisode 1 A Case of Murder, épisode 2 The Big Swindle et épisode 3 The Daily Press vs. City Hall : Pete
- 1966 : Laredo, saison 1, épisode 20 Meanwhile Back at the Reservation de Bernard McEveety : le banquier
- 1966-1968 : Daniel Boone
  - Saison 3, épisode 14 When a King Is a Pawn (1966 : Eli Jimson) de Lesley Selander : le médecin
  - Saison 4, épisode 3 The Renegade (1967) et épisode 18 The Flaming Rocks (1968 : le chef Yellow Knife) de Nathan Juran
- 1966-1968 : Peyton Place, feuilleton, saisons 2 à 5, 18 épisodes : le juge Irwin A. Chester
- 1966-1968 : Star Trek
  - Saison 1, épisode pilote La Cage (The Cage, 1966 : Dr Theodore Haskins) de Robert Butler et épisode 21 Le Retour des Archons (The Return of the Archons, 1967 : Tamar) de Joseph Pevney
  - Saison 3, épisode 8 Au bout de l'Infini (For the World Is Hollow and I Have Touched the Sky), 1968) : le vieil homme
- 1966-1969 : Les Mystères de l'Ouest (The Wild Wild West)
  - Saison 2, épisode 14 La Nuit de la machine infernale (The Night of the Infernal Machine, 1966) : le juge Vickerman
  - Saison 4, épisode 14 La Nuit de la malédiction (The Night of the Spanish Curse, 1969 : le deuxième ancien) de Paul Stanley et épisode 21 La Nuit du diamant (The Night of the Bleak Island, 1969 : le batelier) de Marvin J. Chomsky
- 1967 : Sur la piste du crime (The F.B.I.), saison 2, épisode 27 The Satellite de Jesse Hibbs : Earl Page
- 1967 : Les Envahisseurs (The Invaders), saison 2, épisode 4 La Vallée des ombres (Valley of the Shadow) de Jesse Hibbs : le révérend
- 1967 : Voyage au fond des mers (Voyage to the Bottom of the Sea), saison 4, épisode 7 Le Passager (Fatal Cargo) de Jerry Hopper : Dr Pierre Blanchard
- 1967 : Batman, saison 3, épisode 9 Un drôle de dinosaure (How th Hatch a Dinosaur) d'Oscar Rudolph : le professeur Dactyl
- 1967-1968 : La Grande Vallée (The Big Valley)
  - Saison 2, épisode 20 L'Étalon sauvage (The Stallion, 1967) de Paul Henreid : Wilson
  - Saison 3, épisode 4 Le Temps après minuit (Time After Midnight, 1967 : Dr Russell) de Charles S. Dubin et épisode 17 Jours de colère (Days of Wrath, 1968 : Doc Saxton) de Virgil W. Vogel
  - Saison 4, épisode 2 On l'appelait Delilah (They Called Her Delilah, 1968 : Dr Thomas J. Merar) de Virgil W. Vogel, épisode 4 Chasse gardée (Run of the Cat, 1968 : Dr Thomas J. Merar) de Bernard McEveety et épisode 10 la Couturière hors-la-loi (A Stranger Everywhere, 1968 : le sénateur Roberts) de Paul Henreid
- 1968 : Match contre la vie (Run for Your Life), saison 3, épisode 17 Les Tyrans (One Bad Turn) de Ben Gazzara : le juge Wallace Barnes
- 1968-1969 : Mission impossible (Mission: Impossible)
  - Saison 2, épisode 20 Le Faussaire (The Counterfeiter, 1968) de Lee H. Katzin : Charles Gant
  - Saison 3, épisode 22 Nicole (1969) de Stuart Hagmann : le révérend
- 1968-1971 : L'Homme de fer (Ironside)
  - Saison 1, épisode 26 Bob et Bobby (Officer Bobby, 1968) : Tommy
  - Saison 5, épisode 12 Meurtre à Gentle Oaks (Gentle Oaks, 1971) de Robert Crouse : Walter Cook
- 1969 : Les Bannis (The Outcasts), saison unique, épisode 12 They Shall Rise Up de Marc Daniels : Creasy
- 1969-1970 : Mannix
  - Saison 2, épisode 18 Mort sur un mode mineur (Death in a Minor Key, 1969) de Stuart Hagmann : Harvey Boylan
  - Saison 3, épisode 24 Guerre des nerfs (War of Nerves, 1970) : un employé de l'hôtel
- 1970 : The Bold Ones: The Senator, saison unique, épisode 3 Power Play de Jerrold Freedman : Holden Stowe
- 1970 : Médecins d'aujourd'hui (Medical Center), saison 1, épisode 23 The V.D. Story d'Harvey Hart : Dr Riedmont
- 1970 : The Bold Ones: The Lawyers, saison 2, épisode 4 The People Against Doctor Chapman de Jeannot Szwarc : le juge
- 1970 : Cher oncle Bill (Family Affair), saison 5, épisode 13 Wish You Were Here de Charles Barton : M. Bradley
- 1970-1972 : Mes trois fils (My Three Sons)
  - Saison 10, épisode 24 Dodie's Dilemma (1970) de Frederick de Cordova : le juge Markham
  - Saison 12, épisode 13 TV Triplets (1972) d'Earl Bellamy : Blake Willerson
- 1971 : Auto-patrouille (Adam-12), saison 3, épisode 13 Log 175: The Con Artists de James Neilson : George Sawyer
- 1971 : Ah ! Quelle famille (The Smith Family), saison 2, épisode 10 The Weekend d'Herschel Daugherty : M. Hansen
- 1971 : Columbo, saison 1, épisode 5 Attente (Lady in Waiting) de Norman Lloyd : le juge
- 1971-1972 : Opération Danger (Alias Smith and Jones)
  - Saison 1, épisode 4 Wrong Train to Brimstone (1971 : un fermier) de Jeffrey Hayden et épisode 7 Return to Devil's Hole (1971 : le deuxième employé) de Bruce Kessler
  - Saison 2, épisode 3 Jailbreak at Junction City (1971 : le télégraphiste) de Jeffrey Hayden et épisode 19 The Biggesst Game in the West (1972 : Parsons) d'Alexander Singer
  - Saison 3, épisode 1 The Long Chase (1972) d'Alexander Singer : le propriétaire
- 1972 : The Rookies, saison 1, épisode 9 The Good Die Young d'Earl Bellamy : M. Baxter
- 1973 : Frankenstein, mini-série de Glenn Jordan : Charles De Lacey
- 1974 : La Planète des singes (Planet of the Apes), saison unique, épisode 5 La Ville oubliée (The Legacy) de Bernard McEveety : un scientifique
- 1975 : La Famille des collines (The Waltons), saison 4, épisode 13 The Nurse d'Alf Kjellin : Lait Basham
- 1976 : Barney Miller, saison 3, épisode 6 Werwolf : M. Fuller
- 1976 : Phyllis, saison 2, épisode 9 Phyllis and the Jumper : Rumsey
- 1979 : L'Incroyable Hulk (The Incredible Hulk), saison 2, épisode 13 Obsession (Haunted) : Dr Rawlins
- 1979 : Shérif, fais-moi peur (The Dukes of Hazzard), saison 2, épisode 11 Le Bon Choix (People's Choice) d'Allen Baron : le pasteur
- 1979-1983 : La Petite Maison dans la prairie (Little House on the Prairie)
  - Saison 6, épisode 6 Le pasteur se marie (The Preacher Takes a Wife, 1979) de Maury Dexter : Jeremy Tyler
  - Saison 9, épisode 12 Le Jardin extraordinaire (Marvin's Garden, 1983) : Jedediah Thoms
- 1981 : L'Homme à l'orchidée (Nero Wolf), saison unique, épisode 1 Les Araignées d'or (The Golden Spiders) de Michael O'Herlihy : le majordome
- 1981 : Quincy (Quincy, M.E.), saison 6, épisode 14 Seldom Silent, Never Heard de Jeffrey Hayden : William Anders
- 1981 : Lou Grant, saison 5, épisode 6 Double Cross de Roger Young : Max Matheson
- 1981 : Magnum (Magnum, P.I.), saison 2, épisode 12 L'Auteur fantôme (Ghost Writer) de Ray Austin : le majordome Barker
- 1984 : Les Routes du paradis (Highway Heaven), saison 1, épisode 10 Au secours (Help Wanted Angel) de Michael Landon : Martin Lamm

#### Téléfilms
- 1959 : Destination Space de Joseph Pevney : le professeur Logan
- 1972 : Lassie : La Longue Marche (Lassie: Joyous Sound) de Jack Wrather : le promeneur du Yorkshire terrier
- 1974 : La Justice du Seigneur (The Gun and the Pulpit) de Daniel Petrie : Luther
- 1975 : La Légende de Lizzie Borden (The Legend of Lizzie Borden) de Paul Wendkos : l'huissier du tribunal
- 1975 : Conspiracy of Terror de John Llewellyn Moxey : M. Slate
- 1979 : Meurtres à San Francisco (The Golden Gate Murders) de Walter Grauman : l'archevêque